# Râul Ungureni, Rotunda
Râul Ungureni sau Râul Libotin este un curs de apă, în județul Maramureș, unul din cele două brațe care formează râul Rotunda. Râul se formează la confluența ramurilor Izvorul Coșului și Izvorul Rece

## Hărți
- Harta județului Maramureș
- Harta muntii Gutâi  Arhivat în 4 martie 2016, la Wayback Machine.